# Olivier Tissot
Pour les articles homonymes, voir Tissot.
Pas d'image ? Cliquez ici

a Compétitions nationales et continentales officielles uniquement.

Dernière mise à jour le 27 juillet 2010.
Olivier Tissot, né le 15 juillet 1986, est un joueur de rugby à XV français. Il évolue au poste de pilier au sein de l'effectif du Montpellier Hérault rugby.

## Carrière

### En club
- Depuis 2008 : Montpellier Hérault rugby

### Internationale
- Sélectionné avec l'équipe XV Europe pour affronter les Barbarians français à Bruxelles le 14 novembre 2009 pour le match du 75e anniversaire de la FIRA-AER[3].